# Graptopetalum bellum

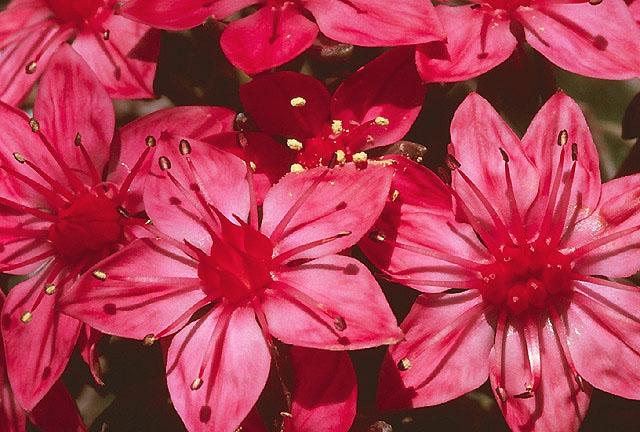
Flors

Graptopetalum bellum és una espècie de planta suculenta del gènere Graptopetalum, de la família de les Crassulaceae.
Descoberta l'any 1972, el 1974 Moran & J. Meyran la van anomenar Tacitus Bellus i li van atorgar el gènere Tacitus, com a únic membre. El 1979 David Richard Hunt la va incorporar al gènere Graptopetalum, reanomenant-la amb el nom botànic acceptat actualment.

## Descripció
És una planta suculenta perenne, que forma rosetes que s'agrupen poc a poc, de fins a 10 cm de diàmetre, gairebé planes a ran de terra.
Les fulles són glabres, aproximadament triangulars, de poc més de 25 mm, de color gris pissarra i poden variar de forma.
Les flors són probablement les més grans de les Crassulàcies, i són certament les més brillants. De fins a 2,5 cm de diàmetre, de color rosa intens a vermell, dalt una inflorescència ramificada de 10 cm d'alçada. Cada flor té 5 pètals de forma estrellada, i té estams rosa intens/vermell coronats per anteres blanques que emergen d'un centre rosa intens/vermell. Floreixen al final de la primavera, començament d'estiu, i duren vàries setmanes.

## Distribució
Planta endèmica de les muntanyes entre Chihuahua i Sonora (Mèxic).
Creix en terrenys escarpats i penya-segats on el sol no incideix gaire directament, a 1500 m d'altitud.

## Cultiu
Per a obtenir una bona coloració de les flors, cal una exposició a mitja ombra, suportant unes hores de sol. La planta, degut al seu origen, tolera calor i sequera. Necessita sequedat a l'aire i a la terra. Cal regar només quan la terra està seca. L'excés d'humitat la podreix.

## Taxonomia
Graptopetalum bellum va ser descrita per Hunt, David Richard i publicada al Botanical Magazine 182(4): 130. 1979.

### Etimologia
Graptopetalum: nom genèric que deriva de les paraules gregues: γραπτός (graptos) per a "escrits", pintats i πέταλον (petalon) per a "pètals" on es refereix als pètals generalment tacats.
bellum: epítet llatí que significa 'bonic'.

### Sinonímia
- Tacitus bellus Moran & J. Meyrán (basiònim)